# بيلي بيسلي
بيلي بيسلي هو سياسي أمريكي، ولد في 19 مارس 1940. نشط حزبياً في الحزب الديمقراطي. وقد انتخب عضو مجلس نواب ألاباما ‏.